# Qamqam
Qamqam è un comune dell'Azerbaigian situato nel distretto di Quba. Conta una popolazione di 2 080 abitanti.